# 아나킨 스카이워커
아나킨 스카이워커(Anakin Skywalker)는 《스타 워즈》시리즈 에피소드1·2·3의 주인공이다.

## 요약

### 보이지 않는 위험
보이지 않는 위험에 처음 등장한 아나킨은 9살의 나이에 제다이 마스터 콰이곤 진의 눈에 띄어 콰이곤이 죽자 그 제자 오비완 밑에서 가르침을 받는다.

### 클론의 습격
훌륭한 제다이로 성장한다. 어머니 슈미 스카이워커를 대한 불안한 마음에 그는 타투인으로 다시 오게되고 어머니가 터스켄 약탈자들에게 죽자 터스켄 약탈자들을 어린 아이들 할 것 없이 몰살시킨다. 영화 끝부분 제다이의 금기를 깨고 나부에서 파드메 아미달라와 비밀 결혼을 하게 된다.

### 시스의 복수
파드메의 죽음을 예견한 꿈으로 불안해하다가 죽은 사람을 살릴 수 있다는 시스의 팰퍼틴의 유혹에 넘어가 사랑하는 파드메를 살리기 위해 악의 화신 다스 베이더가 된다. 하지만 그 목적과 달리 악의 힘을 손에 넣자마자 사랑하던 여자를 잃게 되고, 오비완과의 결투에서 오른쪽 팔을 제외한 사지가 잘리면서 패배하게 된다. 용암으로 인해 심각한 화상까지 입은 그는 대수술 끝에 신체의 거의 모든 부위가 기계로 이루어지고, 온 몸에 갑옷을 두른다. 결국 다스 베이더의 모습이 되어 제국의 사령관으로 지낸다.

### 제국의 역습
제국의 역습에서는, 베스핀에서 루크와 라이트세이버 결투를 한다. 결투에서 루크의 한 쪽 팔을 자르고 내가 네 아버지다(I Am Your Father)라고 말한다.

- 베이더 : 넌 패했다. 더 이상의 저항은 무의미하다. 오비완처럼 네 스스로 죽게 하지는 말아라.
- (루크와 베이더. 결투를 벌인다. 루크 오른손이 잘린다.)
- 베이더 : 넌 도망칠 수 없다. 널 죽이게 하지 마라. 루크, 넌 네가 얼마나 중요한지 모르고 있다. 넌 비로소 너의 힘을 깨닫기 시작했다. 나에게 항복하면 너의 훈련을 끝내 주겠다. 우리가 힘을 합치면 이 파괴적인 충돌을 끝내고 우주를 제패할 수 있다.
- 루크 : 당신한테 협력 못해!
- 베이더 : 네가 포스의 어두운 힘을 안다면... 오비완은 네 아버지에게 일어난 일을 말해 주지 않은 건가?
- 루크 : 충분히 말해 주셨지. 당신이 내 아버지를 죽였잖아!
- 베이더 : 아니. 내가 네 아버지다!
- 루크 : 아니야, 진짜일 리가 없어. 그건 불가능한 일이야!
- 베이더 :느껴라. 넌 이미 진실을 보고 있다.
- 루크 : 아니야! 아니라고!
- 베이더 : 루크, 넌 황제를 죽일 수 있다. 그는 이미 그걸 예견하고 있었어. 그게 너의 운명이다. 나와 힘을 합치자. 우리는 아버지와 아들로써 우주를 다스릴 수 있다. 어서. 이게 유일한 방법이다.

### 제다이의 귀환
제다이의 귀환 에서는 데스스타에서 강해진 루크에게 패하고, 황제가 유혹을 거부한 루크를 고문하자 황제를 원자로 속에 던진 이후에 다스 베이더는 루크에게 마스크를 벗겨 달라고 얘기를 하고, 아나킨 스카이워커의 모습으로 루크를 바라본 후 세상을 떠났다. 이후 엔도의 달에서 아나킨 스카이워커는 요다, 오비완 케노비와 영혼의 모습으로 아들 루크 스카이워커를 바라본다.

## 그 외
그는 어머니의 죽음이나 파드메가 죽을 불길한 예견에서 헤어나오지 못하고 결국 팰퍼틴에게 벗어나지 못하는 사람이 되었다. 하지만 구원을 받아 제다이로 돌아온뒤 팰퍼틴 황제를 죽여, 예언대로 선택받은 자(Chosen One) 로서 포스의 균형을 가져다 주게 되었다.
소설에서는 다스 시디어스가 자신보다도 잠재적으로 강력한 존재(potentially more powerful than even myself)라며 아나킨의 힘을 높이 평가하는 대목이 있다. 조지 루카스 감독 역시 사이보그 전의 아나킨은 다스 시디어스와 다스 몰, 다스 플레이거스보다 강하다고 언급한 바 있다. 그럼에도 불구하고 감정에 치우쳐 이러한 힘을 제대로 발휘하지 못하기에 실질적인 전투력은 요다나 메이스 윈두 등에 미치지 못한다.
아나킨 스카이워커는 루크 스카이워커보다 더 강한 잠재력을 가졌으나 그 힘을 잃고 무거운 갑옷을 입게 됨으로 행동도 느려졌다.
만약 아나킨이 다스베이더가 안 되고 제다이를 선택했으면 루크는 물론 메이스 윈두, 다스 시디어스, 요다를 뛰어넘었을 것이다.

## 연기한 배우
- 제이크 로이드 - 에피소드 I
- 헤이든 크리스텐슨 - 에피소드 II, 에피소드 III
- 세바스찬 쇼 - 에피소드 VI